# The Legend of Zelda: Four Swords Adventures
The Legend of Zelda: Four Swords Adventure (jap. ゼルダの伝説 4つの剣+, Zeruda no Densetsu: Yottsu no Tsurugi Purasu, wörtlich: Die Legende von Zelda: Das Schwert der Vier +) ist ein Videospiel von Nintendo aus dem Jahr 2004 aus der The-Legend-of-Zelda-Reihe, welches am 7. Januar 2005 in Deutschland veröffentlicht wurde.

## Handlung
Um dem bösen Hexer Vaati Einhalt zu gebieten, muss Link sich das Schwert der Vier zunutze machen, das ihn in vier Links teilt, die zum Bestehen des Abenteuers kooperieren müssen.

## Modi
Das Spiel bietet – in den westlichen Versionen – 2 verschiedene Modi.

### Abenteuer Hyrule
Das Spiel bietet insgesamt 8 verschiedene Level, die jeweils 3 Gebiete beinhalten. In jedem Gebiet müssen mindestens 2000 Forcekristalle gesammelt werden. Im Mehrspieler wird derjenige Spieler zum „Sieger“ gekürt, der die meisten Forcekristalle gesammelt hat. Dabei müssen die Spieler einerseits zusammenarbeiten, um das Level zu meistern, anderseits aber auch um die Forcekristalle konkurrieren.

### Schattenschlacht
Im Gegensatz zum Abenteuermodus ist die Schattenschlacht kurzweiliger und nicht sehr umfangreich. In verschiedenen Gebieten, die den Abenteuermodus entnommen sind, kämpfen die 2–4 Spieler gegeneinander.

## Hintergrund
Four Swords Adventures erschien 2004 in Japan und den USA, 2005 auch in Europa. Dieses GameCube-Spiel setzt auf die Verbindungsmöglichkeit der Konsole mit dem Game Boy Advance. Alle der enthaltenen Spiele sind alleine spielbar, aber seine volle Funktionalität entfaltet das Spiel erst im Mehrspielermodus mit bis zu vier angeschlossenen Game-Boy-Advance-Konsolen. 
Die Spielgrafik entspricht der des Four Swords-Spiels für den Game Boy Advance. Das Spiel wurde somit aus der Vogelperspektive in Pixelgrafik gespielt.

## Rezeption
Das Spiel wurde von der Fachpresse sehr positiv aufgenommen und Metacritic verzeichnet aus den Kritiken 86 von 100 möglichen Punkten. Kritisiert wurde am Spiel, dass für den Mehrspielermodus je ein Game Boy Advance mit zugehörigem Link-Kabel erforderlich ist und dass die 2D-Grafik unangemessen mit den Effekten des GameCube vermischt werden würde.
Die Verkaufszahlen des Spiels blieben hinter den Erwartungen des Publishers und auch des Teams zurück. Typischerweise verkaufen sich Zelda-Spiele zu mehreren Millionen Einheiten; die Millionen-Marke konnte Four Swords Adventures jedoch nicht knacken. Da das Spiel nur vollständig spielbar war, wenn jeder Spieler einen Game Boy Advance und ein Link-Kabel für den GameCube zur Verfügung hatte, war es aus der Sicht des Produzenten Eiji Aonuma schwierig, Kunden davon zu überzeugen, dass sie das Spiel spielen müssen. Auch Produzent Shigeru Miyamoto zeigte sich das gesamte restliche Jahr über von den Reaktionen auf das Spiel enttäuscht. Das Spiel ist bislang das am schlechtesten verkaufte Zelda-Spiel der Serie.

## Manga
Unter dem Titel The Legend of Zelda: Four Swords Adventures wurde das Spiel in den Jahren 2004/2005 offiziell als zweiteiliger Manga vom Mangaka-Duo Akira Himekawa adaptiert.
Jeder der vier Links – Green, Blue, Red und Vio(lett) – hat, anders als im Spiel, eine eigene Persönlichkeit und spiegelt Charakterzüge des Ur-Links in stark ausgeprägter Form wider. Green ist impulsiv und dem Original am ähnlichsten, Blue jähzornig, Red sensibel und optimistisch, und Vio ruhig und intelligent. Gemeinsam müssen sie Schatten-Link und Vaati aufhalten, die Prinzessin Zelda entführt haben und ihr Heimatland Hyrule in Finsternis tauchen wollen. Bald wird klar, dass hinter den beiden ein Anderer die Fäden zieht. Als die vier Helden getrennt werden, scheint es jedoch, als ob Vio sich auf die Gegenseite schlägt...